# Cadillac DTS
El Cadillac DTS (DeVille Touring Sedan) fue un automóvil de lujo, producido por Cadillac, durante los años 2005 y 2011. A su vez y también como se indica en el nombre, sustituye en la línea temporal al legendario e histórico Cadillac DeVille y es el predecesor del modelo que salió un año después, en 2012, el Cadillac XTS.
Presentado en el Salón del Automóvil de Chicago el 9 de febrero de 2005. Incorpora la plataforma G de General Motors, aunque esta se suele referir a ella como la plataforma K.
Este vehículo está disponible solo en el mercado norteamericano, ya que es exclusivo de este país. Ofrece una versión en limusina denominada como DTS-L. 
Cualquiera de las dos versiones viene equipada con una transmisión automática Hydra-Matic de cuatro relaciones, y se encuentra disponible en dos colores: Vainilla Latte y Bronce Tuscano.
Como cualquier Cadillac, posee un gran espacio y equipamiento interior, ya que es casi el tope de la gama. Cabe mencionar que el presidente de los Estados Unidos, Donald Trump, suele desplazarse en la versión presidencial de este vehículo como también lo había hecho el presidente anterior, Barack Obama.
Entre la gama de motores que ofrece, la potencia ronda desde los 275 hasta los 292 CV. A continuación se muestra una tabla de motores dada en medidas estadounidenses.

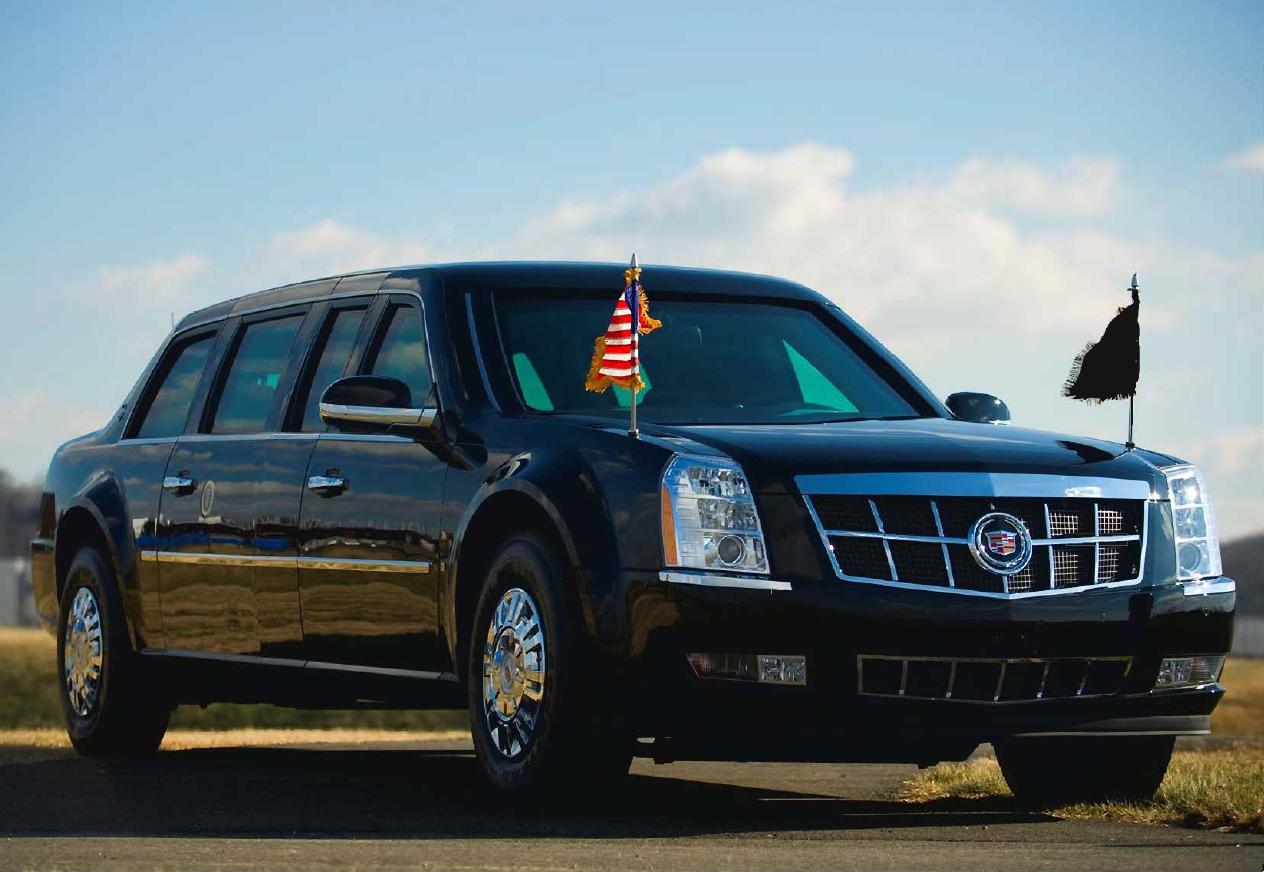
Cadillac One, limusina presidencial del presidente de Estados Unidos, basada en un Cadillac DTS.

## Motorizaciones
| Modelo                     | Año       | Motor                  | Potencia                             | Torque                          |
| -------------------------- | --------- | ---------------------- | ------------------------------------ | ------------------------------- |
| Standard Luxury I, II, III | 2006      | 4.6 L Northstar LD8 V8 | 275 bhp (205 kW; 279 PS) en 5200 rpm | 292 lb⋅ft (396 N⋅m) en 4400 rpm |
| Standard Luxury I, II, III | 2007–2008 | 4.6 L Northstar LD8 V8 | 275 bhp (205 kW; 279 PS) en 6000 rpm | 295 lb⋅ft (400 N⋅m) en 4400 rpm |
| Standard Luxury Premium    | 2009–2011 | 4.6 L Northstar LD8 V8 | 275 bhp (205 kW; 279 PS) en 6000 rpm | 295 lb⋅ft (400 N⋅m) en 4400 rpm |
| Performance                | 2006      | 4.6 L Northstar L37 V8 | 291 bhp (217 kW; 295 PS) en 5600 rpm | 286 lb⋅ft (388 N⋅m) en 4400 rpm |
| Performance                | 2007–2009 | 4.6 L Northstar L37 V8 | 292 bhp (218 kW; 296 PS) en 6300 rpm | 288 lb⋅ft (390 N⋅m) en 4500 rpm |
| Platinum                   | 2008–2011 | 4.6 L Northstar L37 V8 | 292 bhp (218 kW; 296 PS) en 6300 rpm | 288 lb⋅ft (390 N⋅m) en 4500 rpm |
| [ 7 ]                      |           |                        |                                      |                                 |